# Abdelaziz Kamara
Abdelaziz Kamara (Saint-Denis, 10 april 1984) is een voormalige Mauritaans voetballer. Hij heeft gespeeld bij AS Saint-Étienne, LB Châteauroux, Stade Nyonnais, FCV Farul Constanța, Canet Roussillon FC en Sud Nivernais Imphy Decize.

## Interlandcarrière
Kamara maakt zijn debuut bij Mauritanië op 3 juni 2006. Hij moest spelen tegen Egypte en het werd gelijk gespeeld 1-1.